# Alexis Smith
Pour les articles homonymes, voir Smith.

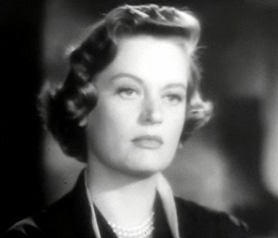
Dans Même les assassins tremblent (Split Second) en 1953.

Alexis Smith est une actrice canadienne, née le 8 juin 1921 à Penticton (Canada), morte le 9 juin 1993 à Los Angeles (Californie). Elle joua beaucoup avec Errol Flynn.
Elle fut mariée à Craig Stevens de 1952 à 1993.

## Filmographie

### Cinéma
- 1940 : La Femme aux cheveux rouges (Lady with Red Hair) : La fille au mariage
- 1940 : She Couldn't Say No : la fille au téléphone #4
- 1941 : Tu ne tueras point (Flight from Destiny) : la jeune femme qui dit qu'elle voudrait qu'elle soit morte
- 1941 : The Great Mr. Nobody (en) : la femme dans le bureau
- 1941 : Here Comes Happiness : la blonde
- 1941 : Ma femme se marie demain (Affectionately Yours) de Lloyd Bacon : demoiselle d'honneur
- 1941 : La Femme de Singapour (Singapore Woman) de Jean Negulesco : Miss Oswald, North's Secretary
- 1941 : Three Sons o' Guns : Une actrice
- 1941 : Bombardiers en piqué (Dive Bomber) de Michael Curtiz : Mrs. Linda Fisher
- 1941 : Those Good Old Days : Bit Part
- 1941 : The Smiling Ghost : Elinor Bentley
- 1941 : Passage from Hong Kong (en) : La danseuse du Night Club
- 1941 : Steel Against the Sky : Helen Powers
- 1942 : Gentleman Jim de Raoul Walsh : Victoria Ware
- 1943 : Tessa, la nymphe au cœur fidèle (The Constant Nymph) : Florence Creighton
- 1943 : Remerciez votre bonne étoile (Thank your lucky stars) de David Butler : elle-même
- 1944 : Les Aventures de Mark Twain (The Adventures of Mark Twain) : Olivia Langdon Clemens
- 1944 : The Doughgirls : Nan Curtiss Dillon
- 1944 : Hollywood Canteen de Delmer Daves : Cameo
- 1945 : The Horn Blows at Midnight : Elizabeth
- 1945 : La mort n'était pas au rendez-vous (Conflict) de Curtis Bernhardt : Evelyn Turner
- 1945 : Rhapsodie en bleu (Rhapsody in Blue) : Christine Gilbert
- 1945 : San Antonio : Jeanne Starr
- 1946 : One More Tomorrow : Cecelia Henry
- 1946 : Nuit et jour (Night and Day) de Michael Curtiz : Linda Lee Porter
- 1946 : L'Emprise (Of Human Bondage), d'Edmund Goulding : Nora Nesbitt
- 1947 : La Seconde Madame Carroll (The Two Mrs. Carrolls) de Peter Godfrey : Cecily Latham
- 1947 : Stallion Road de James V. Kern : Rory Teller
- 1948 : La Femme en blanc (The Woman in White) : Marian Halcombe
- 1948 : The Decision of Christopher Blake de Peter Godfrey : Evelyn Blake
- 1948 : Whiplash : Laurie Durant
- 1949 : Les Chevaliers du Texas (South of St. Louis) : Rouge de Lisle
- 1949 : One Last Fling : Olivia Pearce
- 1949 : Faites vos jeux (Any Number Can Play) de Mervyn LeRoy : Lon Kyng
- 1950 : Montana : Maria Singleton
- 1950 : Dangereuse Mission (Wyoming Mail) de Reginald Le Borg : Mary Williams
- 1950 : Les flics ne pleurent pas (Undercover Girl) de Joseph Pevney : Christine Miller
- 1951 : Si l'on mariait papa (He Comes the Groom) de Frank Capra : Winifred Stanley
- 1951 : Cave of Outlaws : Liz Trent
- 1952 : Le Cran d’arrêt (The Turning Point) de William Dieterle  : Amanda Waycross
- 1953 : Même les assassins tremblent (Split Second) de Dick Powell : Kay Garven
- 1954 : La bête s'éveille (The Sleeping Tiger) : Glenda Esmond
- 1955 : Pavillon de combat (The Eternal Sea) : Sue Hoskins
- 1957 : L'Ingrate Cité (Beau James) : Allie Walker
- 1958 : Le Démon de midi (This Happy Feeling) : Nita Hollaway
- 1959 : Ce monde à part (The Young Philadelphians) de Vincent Sherman : Carol Wharton
- 1974 : Intriga de otros mundos
- 1975 : Une fois ne suffit pas (Jacqueline Susann's Once Is Not Enough) de Guy Green : Deidre Milford Granger
- 1976 : La Petite Fille au bout du chemin (The Little Girl Who Lives Down the Lane) de Nicolas Gessner : Mrs. Hallet
- 1978 : Casey's Shadow : Sarah Blue
- 1982 : La Truite : Gloria
- 1986 : Coup double (Tough Guys) de Jeff Kanew : Belle
- 1993 : Le Temps de l'innocence (The Age of Innocence) de Martin Scorsese : Louisa van der Luyden

### Télévision
- 1955 : The Star and the Story (en) (série télévisée) : Violet Saffrey
- 1955 : Stage 7 (série télévisée) : Caroline Taylor
- 1956 : On Trial (série télévisée) : Libby Wilson
- 1959 : The United States Steel Of Hour (série télévisée) : Barbara Welch
- 1959 : Aventures dans les îles (série télévisée) : Loraine Lucas
- 1960 : Michael Shayne (série télévisée) : Nora Carroll
- 1965 : Les Accusés (série télévisée) : Carol Defoe
- 1970 : The Governor & J.J. (en) (série télévisée) : Leslie Carroll
- 1971 : Docteur Marcus Welby (Marcus Welby M.D.) (série télévisée) : Evie Craig
- 1972 : Laugh-In (série télévisée)
- 1973 : Nightside (série télévisée) : Smitty
- 1982 - 1984 et 1985 : La croisière s'amuse (The Love Boat) (série télévisée) : Amanda Drake / Angela Lovett / Justina Downey
- 1984 et 1990 : Dallas (série télévisée) : Jessica Montford
- 1985 : Mort en Californie (A Death in California) (série télévisée) : Honey Niven
- 1986 : Dress Gray (en) de Glenn Jordan (téléfilm) : Mme Iris Rylander
- 1988 : Marcus Welby, M.D.: A Holiday Affair (téléfilm) : Tessa Menard
- 1988 : Hothouse (en) (série télévisée) : Lily Garrison Shannon
- 1990 : Cheers (série télévisée) : Alice Anne Volkman
- 1990 : Lola (téléfilm) : Phoebe